# Classun
Classun é uma comuna francesa na região administrativa da Nova Aquitânia, no departamento Landes. Estende-se por uma área de 8,67 km². Em 2010 a comuna tinha 273 habitantes (densidade: 31,5 hab./km²).